# Exèrcit del Potomac (confederat)
|  | Per a altres significats sobre l'exèrcit de la Unió, vegeu «Exèrcit del Potomac». |

L' Exèrcit del Potomac  va ser un exèrcit dels Estats Confederats d'Amèrica que va combatre en les primeres fases de la Guerra Civil Nord-americana. En els primers anys de la contesa, l'exèrcit estava comandat pel brigadier general P. G. T. Beauregard. La seva principal acció en combat va ser la Primera batalla de Bull Run.
L'exèrcit, amb aquest nom, va tenir una curta vida, ja que després de Bull Run, l'Exèrcit de Shenandoah es va fusionar a l'Exèrcit del Potomac, prenent el comandament el general Joseph E. Johnston, que manava l'exèrcit del Shenandoah. L'exèrcit va ser rebatejat com a Exèrcit de Virgínia del Nord el 14 de març de 1862, i l'exèrcit original de Beuregard finalment es va convertir en el Primer Cos de l'Exèrcit del Virgínia del Nord.